# Khao-Thalu-Höhle
Die Khao-Thalu-Höhle (thailändisch ถ้ำเขาทะลุ) ist ein archäologischer Fundplatz in Zentral-Thailand und liegt in Tambon Ban Kao, Kanchanaburi, Provinz Kanchanaburi, etwa 13 km südöstlich von Ban Kao.

## Lage und Beschreibung
Die Khao-Thalu-Höhle wurde im Jahr 1977 von Surin Pookajorn zusammen mit einer Gruppe von Spezialisten der Silpakorn-Universität (Bangkok) ausgiebig untersucht. Man fand vier aufeinander folgende Schichten mit Artefakten aus der Zeit der Jäger-und-Sammler-Wirtschaft der Hoabinhian mit entsprechenden Geröllgeräten. Daneben kamen Knochen von Wildschweinen, Hirschen und Rindern zum Vorschein, sowie Krabben, Schildkröten und Muscheln aus dem nahen Fluss. Die Funde stammen aus Zeit von 8000 bis 1000 v. Chr.
Aus der obersten Schicht sind besonders interessante Objekte zum Vorschein gekommen: neben den Geröllgeräten der Hoabinhian wurde auch eingeschnittene und schwarz-gebrannte Tonscherben gefunden, die aus der Zeit zwischen 2500 und 1000 v. Chr. stammen. Aus derselben Zeit gibt es Spuren von Reisbauern in dieser Gegend und es ist sehr wahrscheinlich, dass beide Gruppen Güter tauschten.